# Yogamaharishi Swami Gitananda
Yogamaharishi Swami Gitananda (Maharajganj, 24 luglio 1907 – Puducherry, 27 dicembre 1993) è stato un filosofo e mistico indiano.
Medico, scrittore e maestro di yoga, ha seguaci anche in vari Paesi del mondo al di fuori dell'India.
Nato a Maharajganj, nel nord dell'India, da madre irlandese e padre Sindhi. Suo padre, Sukraj Bhavanani, era un avvocato dell'Alta Corte presso l'Alta Corte di Patna e un vasto proprietario terriero. Sua madre Leelavathi si convertì all'induismo attraverso i riti Arya Samaj.
Gitananda fece i suoi primi studi scolastici a casa da sua madre. Sua madre morì quando lui aveva otto anni. 
Quando aveva dieci anni, conobbe il suo Guru, il grande Siddha e Maestro, Yogamaharishi Swami Kanakananda Bhrigu, (Ram Gopal Majumdar). Per sei anni studiò nel Guru Kula del suo Maestro, assorbendo non solo l'educazione tradizionale, ma anche le grandi scienze mistiche dello Yoga , del Tantra e dello Yantra.
Quando aveva sedici anni, il suo Guru lo mandò in Inghilterra per studiare medicina. Dopo aver conseguito la laurea, entrò nella Royal Navy britannica per prestare servizio come medico a bordo di diverse navi durante la seconda guerra mondiale. Rimase ferito durante la guerra e utilizzò il tempo di recupero per approfondire la sua formazione medica. Trasferitosi in Canada stabilì lì la sua pratica, fondando anche scuole e centri di Yoga ovunque vivesse. 
Gitananda in Occidente ha introdotto lo Yoga dei Rishi fin dall'inizio degli anni '50. È stato anche determinante nell'ospitare molti Yoga Guru e Swamiji in visita nel suo centro a Vancouver. Oltre alla sua intensa attività medica, viaggiò molto tenendo conferenze e insegnando. Ha lavorato diversi anni per la Commissione per l'Energia Atomica negli Stati Uniti e ha anche assunto incarichi per l'Organizzazione Mondiale della Sanità in Sud America.
Ritornò in India nel 1967 e fondò l'Ananda Ashram a Lawspet, nei pressi di Pondicherry. Ha scritto venticinque libri sui temi dello Yoga.
Ha ricevuto molte onorificenze nel corso della sua vita. È stato scelto dal Ministero della Salute dell'India come membro dell'organo direttivo del Consiglio centrale per la ricerca sullo yoga e sulla naturopatia nel marzo 1986 e ha ricoperto questo incarico fino alla sua morte nel 1993.
| Controllo di autorità | VIAF (EN) 5582162723666461290006 |